# Fikrat Mammadov
Fikrat Farrukh oglu Mammadov (en azerí: Fikrət Fərrux oğlu Məmmədov; Bakú, 1 de julio de 1955) es un político azerí que se desempeña como ministro de Justicia de Azerbaiyán desde abril del año 2000.

## Biografía
Fikrat Mammadov nació el 1 de julio de 1955 en Bakú. En 1977 estudió en la facultad de derecho de la Universidad Estatal de Moscú. En 1988 se graduó de la Academia de Administración Pública de Azerbaiyán.
Es casado y tiene 4 hijos. Habla además de azerí también ruso e inglés.

### Carrera política
En 1977 empezó su carrera como asistente del fiscal de distrito. También se desempeñó como fiscal del departamento de la Fiscalía de Bakú, fiscal superior de la Fiscalía General, fiscal de Sumqayit. En 1994-2000 fue fiscal general adjunto. El 19 de abril de 2000 fue nombrado ministro de Justicia de la República de Azerbaiyán. Desde 2005 también es presidente del Consejo Juridicojudicial. 
Es senador y miembro honorario de la Asociación Internacional de Fiscales y Vicepresidente de la Asociación Internacional de Autoridades Anticorrupción y del Congreso de las Naciones Unidas sobre Prevención del Delito y Justicia Penal.

## Premios y títulos
- Orden Shohrat (2005)
- Abogado de Honor de la República de Azerbaiyán (2008)
- Diploma de Honor de Presidente (2015)
- Orden "Por el servicio a la patria" (2018)

También recibió varias medallas y otros premios de organizaciones internacionales y estados extranjeros.